# Faurea macnaughtonii
Faurea macnaughtonii är en tvåhjärtbladig växtart som beskrevs av Henry Phillips. Faurea macnaughtonii ingår i släktet Faurea och familjen Proteaceae. Inga underarter finns listade i Catalogue of Life.